# Xuwenyuanita
La xuwenyuanita és un mineral de la classe dels sulfurs.

## Característiques
La xuwenyuanita és una sulfosal de fórmula química Ag9Fe3+Te₂S₄. Va ser aprovada com a espècie vàlida per l'Associació Mineralògica Internacional l'any 2021, i encara resta pendent de publicació. Cristal·litza en el sistema isomètric.
L'exemplar que va servir per a determinar l'espècie, el que es coneix com a material tipus, es troba conservat a la col·lecció mineralògica del Museu Geològic de la Xina, a Beijing (República Popular de la Xina), amb el número de catàleg: m16128.

## Formació i jaciments
Va ser descoberta al dipòsit de zinc, plom i argent de Bajiazi, situat al comtat de Jianchang, a Huludao (Liaoning, República Popular de la Xina). Aquest indret és l'únic a tot el planeta on ha estat descrita aquesta espècie mineral.